# Tiannüsanhua Qundao
Tiannüsanhua Qundao (chinesisch 天女散花群島) sind eine Gruppe aus zahlreichen kleinen Inseln und Klippenfelsen im Archipel der Südlichen Shetlandinseln. Sie liegen westlich der Fildes-Halbinsel von King George Island.
Chinesische Wissenschaftler benannten sie 1986. Namensgeberin ist die chinesische Nationalallegorie einer „Göttin, die Blumen streut“.